# École préclassique de Vienne
L’école préclassique de Vienne (Wiener Vorklassiker Schule ou Frühe Wiener Schule en allemand) est l'école de musique préclassique (« Vorklassik » ou « Frühklassik » en allemand) qui regroupe les musiciens et compositeurs viennois qui, à partir de 1730, ont joué un rôle déterminant dans la transition entre la musique baroque et le classicisme viennois.
Cette école, influencée par Antonio Caldara et illustrée principalement par Georg Christoph Wagenseil et Georg Matthias Monn, est quasiment contemporaine de l'école symphonique de Milan et de l'école de Berlin et précède les grandes écoles classiques que sont l'école de Mannheim et le classicisme viennois.
Cette école est appelée Wiener Schule par le poète et compositeur allemand Christian Friedrich Daniel Schubart dans son ouvrage Ideen zu einer Aesthetik der Tonkunst de 1806.

## Historique

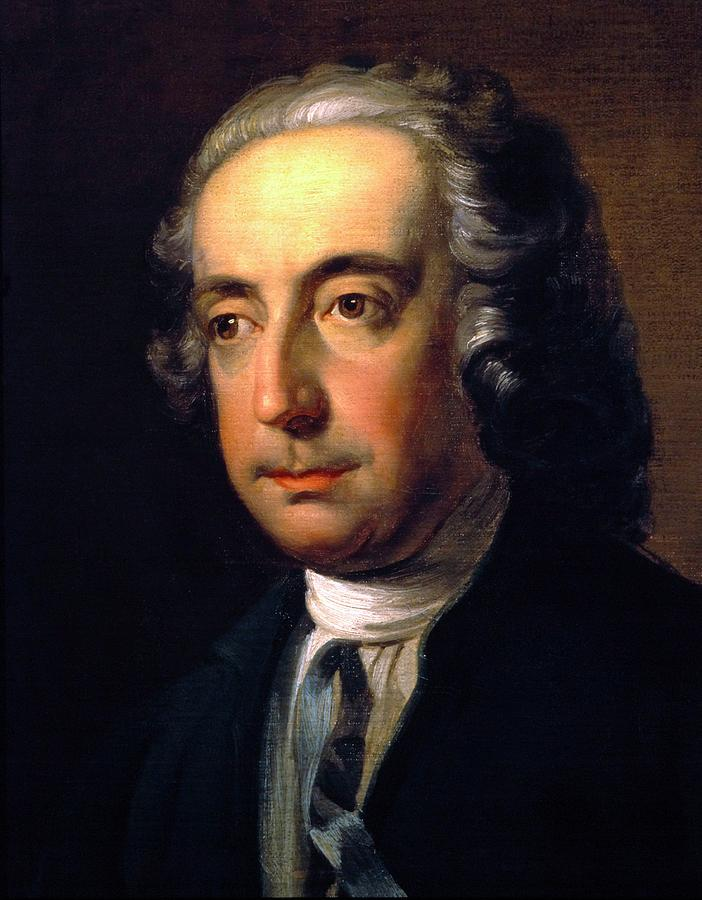
Antonio Caldara.

L'intérêt de la maison de Habsbourg et de la noblesse autrichienne pour la musique ont de tous temps attiré des compositeurs célèbres à Vienne.
Deux compositeurs italiens importants séjournent à Vienne durant le règne de Joseph Ier (empereur de 1705 à 1711) : Giovanni Bononcini (à Vienne de 1700 à 1711), et son frère Antonio Maria Bononcini (à Vienne de 1704 à 1711).
Ils sont suivis, sous le règne de Charles VI (empereur de 1711 à 1740), par Giuseppe Porsile, attaché à la cour de Vienne de 1720  à 1740, Matteo Palotta, compositeur de la cour de 1733 à 1740 sous Charles VI puis à partir 1749 sous l'impératrice Marie-Thérèse,,,,, et surtout Antonio Caldara, qui réside à Vienne de 1716 jusqu'à sa mort en 1736 en tant que vice-maître de chapelle (Vizekapellmeister).
Caldara exerce une grande influence, directe ou indirecte, sur les jeunes Autrichiens de l'école viennoise : son élève Georg Reutter le jeune, Georg Christoph Wagenseil, Georg Matthias Monn, Josef Starzer et Ignaz Holzbauer.
À partir de 1740, l'école pré-classique de Vienne entre en déclin à cause de l'impact financier des trois guerres de Silésie (1740-1742, 1744-1745 et 1756-1763) : elle s'efface peu à peu pour céder le pas à l'École de Berlin et à l'École de Mannheim mais c'est bien elle qui a formé le nouveau langage musical qui, à travers ces deux écoles, mènera au classicisme viennois.

## Musiciens
- Johann Georg Reutter (1708-1772), élève de Caldara qui écrivit surtout de la musique d'église et d'opéra[5], maître de chapelle à la cathédrale Saint-Étienne en 1738, vice-maître de chapelle de la cour en 1747 et maître de chapelle de la cour en 1769[11],[3] ;

- Ignaz Holzbauer (1711-1783), élève de Fux, attaché au théâtre de la Cour de 1745 à 1750, et qui obtiendra le poste de maître de chapelle à Mannheim en 1753, trois ans après son départ de Vienne[2],[5],[12] ;

- Georg Christoph Wagenseil (1715-1777), élève de Fux, compositeur de la cour impériale à partir de 1739[2],[3],[5],[13],[14],[15],[16],[17],[18],[19] et Hofklaviermeister de 1749 à 1769[20] ;

- Georg Matthias Monn (1717-1750), élève de Fux, organiste et pédagogue, à Vienne à partir de 1738[5],[21] ;

- Wenzel Raimund Birck (1718-1763), élève de Fux, organiste de la cour impériale à partir de 1739[22],[23],[24],[25],[26],[27],[28],

- Josef Starzer (1726-1787), violoniste[29],[30].

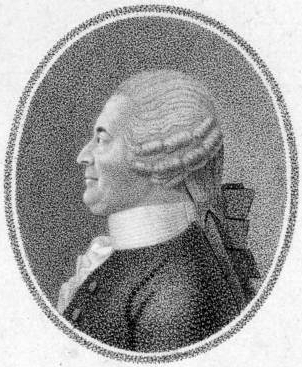
Georg Reutter le jeune.
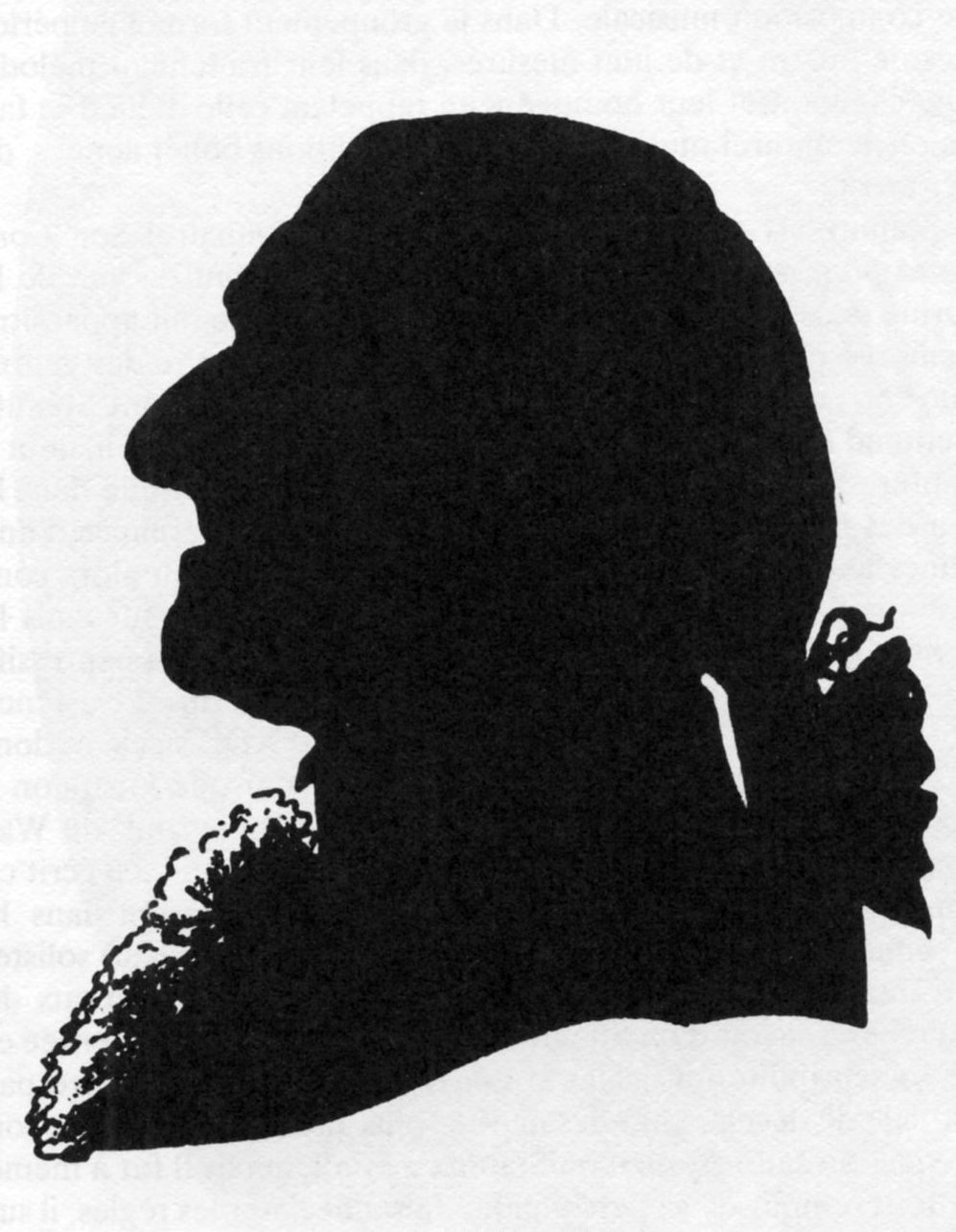
Ignaz Holzbauer, silhouette.
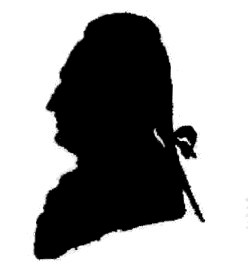
Georg Christoph Wagenseil, silhouette datée de 1776.

## Style et héritage
L'école préclassique de Vienne assure la formation d'un nouveau langage musical et l'abandon de la tradition baroque. Elle contribue à la forme nouvelle de la symphonie en fixant le plan de la symphonie à trois mouvements (allegro, andante, presto) voire quatre (allegro, andante, menuet, presto).
Des 96 symphonies de Wagenseil, toutes sauf 4 sont en trois mouvements. Une des symphonies de Georg Mathias Monn (sans doute le plus doué des compositeurs préclassiques autrichiens selon Marc Vignal), datée de 1740, adopte déjà la forme classique en quatre mouvements, avec menuet en troisième position. On notera cependant chez Monn une coexistence entre des traits conservateurs hérités du style baroque tardif de son maître Johann Joseph Fux et des expérimentations qui le rapprochent de l'Empfindsamer Stil (style sensible) de Carl Philipp Emanuel Bach. Reutter, par contre, reste ancré dans le style baroque.
Pour Günter Birkner et Félix Raugel « après 1740, c'est l'école de Mannheim qui l'emporte sur celle de Vienne, mais ses musiciens n'ont plus à formuler un nouveau langage musical. Ils construisent sur des bases qui leur ont été fournies autre part, mais non à Mannheim ».
C'est à Vienne que le jeune Joseph Haydn acquiert entre 1740 et 1759 les connaissances qui lui permettent de devenir un grand compositeur. 
Le jeune Mozart s'inspire lui aussi de l'école préclassique de Vienne. Lorsque, âgé de six ans, il est présenté à la Cour en 1762, il joue un concerto de Wagenseil et demande personnellement à ce dernier de tourner les pages pour lui,.
Wagenseil influencera même indirectement Beethoven qui recevra des leçons de contrepoint de Johann Baptist Schenk, élève de Wagenseil.

## Discographie
Pour illustrer l'école préclassique de Vienne, on retiendra les enregistrements suivants :
- Symphonies (WV 351, 413, 418, 438, 441) de Georg Christoph Wagenseil, par L'Orfeo Barockorchester
- Six symphonies de Georg Matthias Monn, par L'Arpa Festante
- Concerti de Georg Matthias Monn, par La Stagione Frankfurt , avec la claveciniste Sabine Bauer, le violoncelliste Rainer Zipperling et la violoniste Mary Utiger